# 39. pehotni polk (Avstro-Ogrska)
Za druge 39. polke glejte 39. polk.
39. pehotni polk (izvirno nemško Infanterie-Regiment Nr. 39; dobesedno slovensko: Pehotni polk št. 39) je bil pehotni polk k.u.k. Heera.

## Poimenovanje
- Ungarisches Infanterie Regiment »von Conrad« Nr. 39/Madžarski pehotni polk »von Conrad« št. 39
- Infanterie Regiment Nr. 39 (1915 - 1918)

## Zgodovina
Polk je bil ustanovljen leta 1756. 

### Prva svetovna vojna
Polkovna narodnostna sestava leta 1914 je bila sledeča: 92% Madžarov in 8% drugih. Naborni okraj polka je bil v Debreczenu, pri čemer so bile polkovne enote garnizirane sledeče: Dunaj (štab, I., III. in IV. bataljon) in Debreczen (2. bataljon).
Med prvo svetovno vojno se je polk bojeval tudi na soški fronti, med drugim tudi med tretjo soško ofenzivo.
V sklopu t. i. Conradovih reform leta 1918 (od junija naprej) je bilo znižano število polkovnih bataljonov na 3.

## Organizacija
1918 (po reformi)
- 1. bataljon
- 2. bataljon
- 2. bataljon, 5. pehotni polk

## Poveljniki polka
- 1859: Carl Poeckh[9]
- 1865: Carl Poeckh[10]
- 1879: Wilhelm Hilgers von Hilgersberg[11]
- 1908: Paul von Schmidt[12]
- 1914: Alexander von Vidulovic[1]